# Blommenholm
Blommenholm est une localité norvégienne du comté d'Akershus, située à l’ouest d’Oslo.